# Business Analyst
Business-Analyst (BA) ist eine Stelle oder Rolle in einer Organisation, die mit der Durchführung von Business-Analysen befasst ist. Die Hauptarbeit von Business-Analysten besteht aus Zuhören, Hinterfragen, Verstehen, um sowohl den Istzustands eines Unternehmens (eines Bereiches, einer Abteilung, eines Geschäftsprozesses) zu strukturieren und zu dokumentieren als auch die Anforderungen von Stakeholdern zu ermitteln und zu dokumentieren. Die Anforderungen beziehen sich häufig auf IT-Lösungen. Ein Business-Analyst stellt damit das Bindeglied zwischen Fachabteilung (Anforderungssteller) und IT-Team (Anforderungsumsetzer) dar.

## Aufgaben
Typische Aufgaben sind:
- Istzustand eines Unternehmens (oder eines Ausschnitts daraus) ermitteln
- vorhandene Probleme/Chancen, Leistungspotenziale und Kompetenzlücken analysieren
- Ziele definieren
- Business-Case erstellen
- Anforderungen der Stakeholder ermitteln
- Anforderungen spezifizieren
- Anforderungen modellieren
- Anforderungen verifizieren (auf inhaltliche Qualität prüfen)
- Anforderungen validieren (auf Übereinstimmung mit den Zielen prüfen)
- Anforderungen priorisieren
- Anforderungen kommunizieren
- Wiederverwendbarkeit von Anforderungen beurteilen
- Anforderungen und Anforderungsänderungen verwalten
- Anforderungen zur Genehmigung vorbereiten
- Lösungsansätze und Lösungsumfang entwerfen, um damit mögliche (IT-)Lösungen zu skizzieren
- vorgeschlagene oder eingesetzte Lösung prüfen, ob sie die ermittelten Anforderungen abdeckt

Spezielle Aufgaben von Business Analysten für Geschäftsprozesse können sein: Geschäftsprozesse modellieren, Geschäftsprozessanalyse, Geschäftsprozesse optimieren und deren Effizienz steigern, neue Prozesse implementieren.

## Kompetenzbereiche
Nach dem Fachverband SwissICT werden hohe Anforderungen bezüglich Wissen/Erfahrung/Kompetenz vorausgesetzt:
Fach- und Methodenkompetenzen
- Business- und Requirements-Engineering

Persönliche Kompetenzen
- Kommunikation
- Selbstmanagement/Führen der eigenen Person
- Soziale Kompetenzen
- Gestaltung und Problemlösung

## Berufsbezeichnung
Personen, die Business-Analyse oder verwandte Aufgaben durchführen, werden bezeichnet als:
- Business-Analytiker, englisch Business Analyst
- Fach-IT-Koordinator
- (Business) System-Analyst
- Requirements-Engineer
- Unternehmensarchitekt
- Organisator
- Organisationsanalyst[1]

## Ausbildung
Business-Analyse kann in Deutschland berufsbegleitend an der Steinbeis-Hochschule studiert werden und in der Schweiz an der Hochschule für Wirtschaft Zürich. Der Abschluss ist jeweils ein Master. Daneben schulen und zertifizieren Trainingsanbieter in Business-Analyse.
Grundsätzlich ist für die Tätigkeit eines Business Analysten allerdings keine spezielle Ausbildung erforderlich, wenngleich ein Wirtschaftsstudium oder eine wirtschaftsnahe Berufsausbildung sinnvoll sind. Der Fachverband SwissICT stuft den Business Analyst als einen Beruf ein, der eine Höhere Berufsbildung voraussetzt.

## Methoden

### Hermes
In Hermes wird der Business Analyst als eine Rolle verstanden und bildet die Schnittstelle zwischen Anwender und Ersteller/Betreiber. Seine Aufgabe ist es, die Anforderungen der Anwender zu erheben und priorisieren und diese werden in Systemanforderungen transformiert. Dem Ersteller/Betreiber dienen die Systemanforderungen als Grundlage für die Konzipierung und den Betrieb des Produkts, der Dienstleistung oder des IT-Systems.

#### Verantwortung
- Definition der Geschäftsprozesse, Erhebung der vollständigen Anforderungen und Sicherstellen des Einbezugs der Spezialisten, Anwendervertreter und Geschäftsprozessverantwortlichen Systematische Dokumentation der Ergebnisse mit geeigneten Methoden
- Übergabe der Anforderungen an die weiterbearbeitenden Stellen

#### Fähigkeiten
Dazu gehören:
- Vertiefte Kenntnisse im Fachbereich
- Kenntnisse der Vorgaben der Stammorganisation an das Projekt und den Betrieb der Anwendung (z. B. für Beschaffung, Finanzierung, Controlling, Sicherheit)
- Vertiefte Kenntnisse in Business-Analyse und der diesbezüglichen Methoden und Techniken
- Betriebswirtschaftliche Kenntnisse zur Bewertung von Varianten und der Wirtschaftlichkeit
- Fähigkeit zur Erhebung, Bewertung und Priorisierung der Anforderungen
- Kenntnisse in Projektmanagement
- Vertiefte Kenntnisse von HERMES, nachgewiesen durch ein Zertifikat
- Teamfähigkeit, Kommunikationsfähigkeit und Konfliktlösungsfähigkeit
- Gute schriftliche Ausdrucksfähigkeit, um z. B. Anforderungen zu dokumentieren
- Führung von Fachspezialisten in seinem Verantwortungsbereich